# Rory Morrish
Rory Morrish (ur. 8 stycznia 1968 w Corku) – irlandzki biegacz narciarski, uczestnik Zimowych Igrzysk Olimpijskich 2006 w Turynie.
Najlepszym wynikiem Morrisha na Zimowych Igrzyskach Olimpijskich 2006 w Turynie jest 87. miejsce w biegu na 15 km.
Morrish cztery razy brał udział w mistrzostw świata. Jego najlepszym wynikiem w zawodach tej rangi jest 76. miejsce w sprincie osiągnięte podczas Mistrzostw Świata 2007 w japońskim Sapporo.
Morrish nie zadebiutował w Pucharze Świata.

## Osiągnięcia

### Zimowe igrzyska olimpijskie
| Igrzyska   | Konkurencja   | Czas    | Wynik | Zwycięzca       |
| ---------- | ------------- | ------- | ----- | --------------- |
| Turyn 2006 | Bieg na 15 km | 50:28.1 | 87.   | Andrus Veerpalu |

### Mistrzostwa świata
| Mistrzostwa        | Konkurencja           | Czas    | Wynik | Zwycięzca             |
| ------------------ | --------------------- | ------- | ----- | --------------------- |
| Val di Fiemme 2003 | Bieg łączony na 20 km | –       | LPD   | Per Elofsson          |
| Oberstdorf 2005    | Bieg na 15 km         | 51:41.7 | 117.  | Pietro Piller Cottrer |
| Sapporo 2007       | Sprint                | –       | 76.   | Jens Arne Svartedal   |
| Sapporo 2007       | Bieg łączony na 30 km | –       | DNF   | Axel Teichmann        |
| Sapporo 2007       | Bieg na 15 km         | 52:36.7 | 110.  | Lars Berger           |
| Sapporo 2007       | Bieg na 50 km         | –       | LPD   | Odd-Bjørn Hjelmeset   |
| Oslo 2011          | Sprint                | –       | 119.  | Marcus Hellner        |
| Oslo 2011          | Bieg na 15 km         | 41:38.8 | 112.  | Matti Heikkinen       |